# Steve Jennum
Steve Jennum (nascido em 1961) é um policial americano nascido no estado do Nebraska , lutador aposentado de artes marciais mistas e ex-campeão do Ultimate Fighting Championship ao vencer o Torneio UFC 3 em 1994.

## Carreira no MMA
Jennum entrou no torneio UFC 3 como alternativa. Ken Shamrock chegou à final do UFC 3, mas desistiu devido a lesões sofridas na luta anterior contra Felix Lee Mitchell. Jennum então entrou em cena como um substituto e, posteriormente, venceu sua luta, vencendo o torneio. Portanto, Jennum só precisou de uma luta para vencer o torneio UFC 3 (normalmente um lutador teria que participar de três lutas para vencer). Esta anomalia levou o UFC a mudar suas regras, exigindo suplentes para vencer uma luta preliminar para equilibrar a vantagem de ser um suplente.
Depois do UFC 3, Steve Jennum viria a ganhar apenas mais uma luta em sua carreira, derrotando Melton Bowen no UFC 4, que tinha 31-6 como boxeador profissional entrando na luta. Para vencer Bowen, Jennum executou um arremesso de quadril O goshi alto nível no boxeador, para o deleite da multidão, forçando-o a desistir na sequência com um armlock direto. Jennum não pôde continuar no UFC 4 devido ao inchaço das mãos após socar Bowen repetidas vezes na cabeça enquanto estava montado no adversário.
Antes de sua estreia no ringue, Jennum era um instrutor faixa preta de alto escalão no Warrior International (RBWI) de Robert Bussey. Jennum também começou sua própria escola de artes marciais em Omaha, NE. O ex-campeão meio-médio do UFC Georges St-Pierre mencionou que assistir Jennum vencer o UFC 3 contribuiu para sua decisão de competir no MMA.

## Títulos
- Ultimate Fighting Championship
  - UFC 3 Ultimate Fighting Champion

## Cartel no MMA
| Cartel no MMA   |            |            |
| 5 lutas         | 2 vitórias | 3 derrotas |
| Por nocaute     | 0          | 0          |
| Por finalização | 2          | 3          |
| Por decisão     | 0          | 0          |

| Res.    | Cartel | Oponente      | Método                  | Evento                         | Data                    | Round | Tempo | Local                                    | Notas                  |
| ------- | ------ | ------------- | ----------------------- | ------------------------------ | ----------------------- | ----- | ----- | ---------------------------------------- | ---------------------- |
| Derrota | 2–3    | Jason Godsey  | Submission (choke)      | Extreme Challenge 4            | 22 de Fevereiro de 1997 | 1     | 2:02  | Council Bluffs, Iowa, United States      |                        |
| Derrota | 2–2    | Marco Ruas    | Submission (punches)    | World Vale Tudo Championship 1 | 14 de Agosto de 1996    | 1     | 1:44  | Tokyo, Japan                             |                        |
| Derrota | 2–1    | Tank Abbott   | Submission (neck crank) | Ultimate Ultimate 1995         | 16 de Dezembro de 1995  | 1     | 1:14  | Denver, Colorado, United States          |                        |
| Vitória | 2–0    | Melton Bowen  | Submission (armbar)     | UFC 4                          | 16 de Dezembro de 1994  | 1     | 4:47  | Tulsa, Oklahoma, United States           |                        |
| Vitória | 1–0    | Harold Howard | Submission (punches)    | UFC 3                          | 9 de Setembro de 1994   | 1     | 1:27  | Charlotte, North Carolina, United States | Venceu o Torneio UFC 3 |